# XhoI
XhoI是一種发现於黄单胞菌属細菌（Xanthomonas holcicola）的II型限制酶（EC 3.1.21.4），其识别序列为
```
5'CTCGAG
3'GAGCTC
```

切割产生的粘性末端为
```
5'---C     TCGAG---3'
3'---GAGCT     C---5'
```